# Setomorpha rutella
Setomorpha rutella är en fjärilsart som beskrevs av Philipp Christoph Zeller 1852. Setomorpha rutella ingår i släktet Setomorpha och familjen äkta malar. Inga underarter finns listade i Catalogue of Life.